# Вікове дерево липи
Вікове дерево липи — ботанічна пам'ятка природи місцевого значення. Об'єкт розташований на території Черкаського району Черкаської області, село Пекарі.
Площа — 0,8 га, статус отриманий у 2002 році.